# Anne Elisabet Jensen
Anne Elisabet Jensen este un om politic danez, membru al Parlamentului European în perioada 2004-2009 din partea Danemarcii.
1. ↑  Deputații în Parlamentul European